# Oswald Mosley

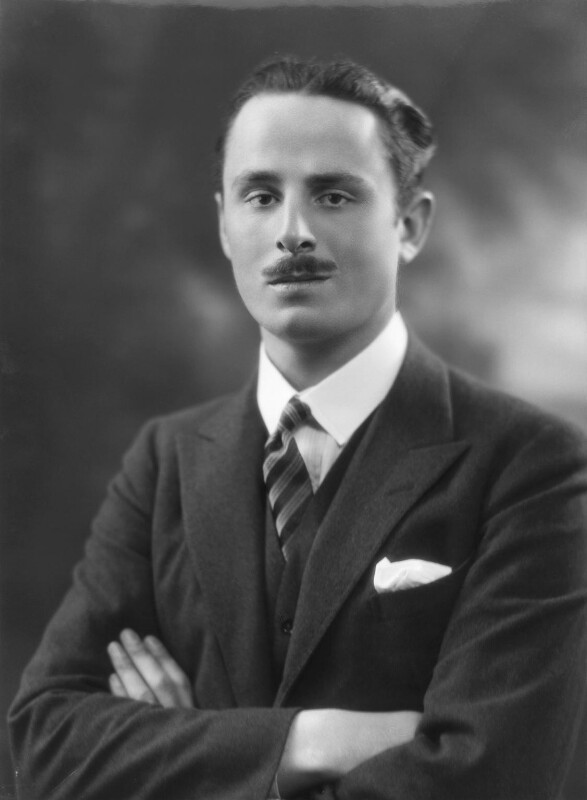
Mosley in 1922

Oswald Ernald Mosley,  6e baronet van Ancoats (Londen, 16 november 1896 – Orsay, 3 december 1980), was een Brits fascistisch politicus.

## Biografie

### Jonge jaren
Oswald Mosley vocht tijdens de Eerste Wereldoorlog aan het westfront in Vlaanderen. Hij maakte deel uit van het cavalerieregiment 16th The Queen's Lancers. In 1916 nam hij dienst in de Royal Flying Corps. Na de Eerste Wereldoorlog werd hij voor de Conservatieve Partij in het Lagerhuis gekozen. Hij brak spoedig met die partij uit onvrede over het beleid van de Conservatieven ten aanzien van Ierland. In 1922 werd hij als onafhankelijk kandidaat in het Lagerhuis gekozen. In 1924 werd hij lid van de Labour Party. In oktober 1927 werd Mosley lid van de Nationaal Uitvoerende Raad van Labour.
Toen Ramsay MacDonald in 1929 een regering vormde benoemde hij Mosley tot kanselier van het hertogdom Lancaster. Mosley ontwierp een plan om de toenemende werkloosheid tegen te gaan. Hij baseerde zijn ideeën op de economische leer van de Britse econoom John Maynard Keynes. Toen het kabinet Mosleys plannen verwierp brak hij met de Labour Party en stapte hij uit het kabinet.

### Leider van de Britse fascisten
In 1931 stichtte hij met anderen de New Party, maar na een bezoek aan Benito Mussolini in januari 1932 veranderde hij de naam van zijn partij in British Union of Fascists (Britse Unie van Fascisten). Mosley zag in het fascisme de oplossing van de maatschappelijke problemen van zijn tijd.
Na de dood in 1934 van zijn eerste vrouw Cynthia (een dochter van George Curzon) trouwde hij in 1936 in het huis van Joseph Goebbels en in aanwezigheid van Adolf Hitler met Diana Mitford, met wie hij overigens al sinds 1932 een relatie had. Haar vader was de antisemitische baron Redesdale. Diana Mitford was een groot bewonderaar van Hitler en diens ideeën. Mitfords zusters Nancy en Jessica waren bekende Britse schrijfsters. Ook Diana heeft in latere jaren enkele boeken geschreven. Een vierde Mitford-zuster, Unity, was een persoonlijke vriendin van Hitler.  
Na de Slag om Cable Street op 4 oktober 1936 tussen antifascisten en de partij van Mosley nam het Britse Lagerhuis een wet aan waarin het dragen van uniformen en insignes voor politieke partijen verboden werd. Deze wet was gericht op de British Union of Fascists van Mosley.

### Tweede Wereldoorlog
Na het uitbreken van de Tweede Wereldoorlog in 1939 werden Mosley en zijn vrouw in mei 1940 gearresteerd en werd de BUF verboden. Mosley en zijn vrouw werden tot 1943 vastgehouden in een klein huis, waar zij de mogelijkheid hadden om groenten te verbouwen en te lezen.
In 1943 werden zij vrijgelaten. Oswald Mosley begon een uitgeverij van extreemrechtse boeken. In 1948 richtte hij de Union Movement op, die streefde naar een verenigd Europa gebaseerd op Brits-Duitse samenwerking. De beweging had echter geen invloed. In 1949 verhuisden Mosley en zijn vrouw naar Frankrijk. In 1959 en 1966 stelde hij zich kandidaat voor de Lagerhuisverkiezingen, maar werd niet gekozen. Mosley overleed in 1980.

## Nakomelingen
De oudste zoon van Oswald was de schrijver Nicholas Mosley (1923-2017). Hij was zeer kritisch ten opzichte van zijn vader, en uitte dat in zijn boek Beyond the Pale: Sir Oswald Mosley and Family 1933-1980 (1983) en in een BBC-documentaire in 1997. 
Max Mosley (1940-2021), voorzitter van de Internationale Automobielorganisatie (FIA), was een jongere zoon van Oswald Mosley.